# Lanni Marchant
Lanni Marchant (née le 11 avril 1984) est une athlète canadienne, née à London en Ontario.

## Palmarès

### Meilleures performances
- 10 000 mètres : 31 min 46 s94 le 02-05-2015 à Palo Alto (Californie,  États-Unis)
- 20 000 mètres : 1 h 07 min 27 s le 26-03-2016 à Cardiff (Pays de Galles,  Royaume-Uni)
- 25 000 mètres : 1 h 26 min 52 s le 19-10-2014 à Toronto ( Canada)
- semi-marathon : 1 h 10 min 47 s le 09-03-2014 à Nashville (Tennessee,  États-Unis)
- marathon : 2 h 28 min 00 s le 20-10-2013 à Toronto ( Canada)

### Jeux olympiques d'été
- Jeux olympiques d'été de 2016 à Rio de Janeiro ( Brésil)
  - 25e du 10 000 m en 32 min 04 s 21 le 12-08-2016
  - 24e du marathon en 2 h 33 min 08 s le 14-08-2016

### Jeux panaméricains
- Jeux Panaméricains de 2015 à Toronto ( Canada)
  -  Médaille de bronze sur 10 000 m